# Joe Hawley
Pour les articles homonymes, voir Hawley.
(en) Statistiques sur pro-football-reference
Joe Kelly Hawley (né le 22 octobre 1988 à Bakersfield) est un joueur américain de football américain. Il joue actuellement avec les Falcons d'Atlanta.

## Lycée
Joe fait ses études à la Esperanza High School de Anaheim. Le site de recrutement Rivals.com le classe trois étoiles.

## Carrière

### Université
Il joue ensuite avec les UNLV Rebels et s'inscrit lors de la saison 2009 pour la draft de l'année suivante.

### Professionnel
Joe Hawley est sélectionné au quatrième tour du draft de la NFL de 2010 par les Falcons d'Atlanta au 117e choix. Lors de sa première saison (rookie), Hawley entre au cours de quinze matchs avec les Falcons. En 2011, il fait ses débuts comme professionnel et joue douze des seize matchs comme centre titulaire. Néanmoins, il retourne au poste de remplaçant l'année suivante, derrière Todd McClure.
En novembre 2012, il est suspendu pour une durée de quatre matchs par la ligue du fait d'un contrôle positif à l'Aderall, un produit considéré comme dopant, traitant l'hyperactivité. Hawley s'excuse auprès de ses coéquipiers et ne fait pas appel de la décision. Peter Konz est choisi pour gérer les postes d'offensive guard et quelques jeux comme centre. Hawley est réintégré dans l'équipe active, le 24 décembre 2012, après la blessure de Kevin Cone.